# Antoine Marie Benoît Besson
Antoine Marie Benoît Besson (Saint-Symphorien-sur-Coise, 14 settembre 1876 – Parigi, 25 luglio 1969) è stato un generale francese, che fu membro del Conseil supérieur de la guerre e comandante del 3° Groupe d'armées (Gruppo di armate) durante la battaglia di Francia del maggio del 1940.

## Biografia
Nacque a Saint-Symphorien-sur-Coise, vicino a Lione, il 14 settembre 1876, e nel corso del 1896 entrò presso l'École spéciale militaire de Saint-Cyr (Promotion Première des Grandes Manœuvres), da cui uscì nel 1898 con il grado di sottotenente, assegnato al 4º Reggimento zuavi. Prese parte alla prima guerra mondiale combattendo sul fronte occidentale, dove si distinse numerose volte, fino ad arrivare al comando di un reggimento.
Nel dopoguerra la sua carriera proseguì brillantemente, il 21 dicembre 1926 fu promosso al grado di generale di brigata, assumendo l'anno successivo il comando della 58ª Brigata di fanteria, che mantenne fino al 1931 quando fu promosso generale di divisione il 4 febbraio dello stesso anno, assegnato al comando della 5ª Divisione fanteria. Nel 1933 assunse il comando della 16ª Regione militare, e il 12 dicembre dello stesso anno fu promosso al grado di generale di corpo d'armata. 
Nel 1936 divenne comandante della Regione militare di Parigi, e l'8 luglio 1937 divenne membro del Conseil supérieur de la guerre, rimanendovi fino alla data del suo scioglimento, il 2 settembre 1939. 
Il 3 settembre assunse il comando della VIe Armée, e il 16 settembre quello del Théâtre d’opérations du Sud-est  (TOSE). Il 16 ottobre lasciò ambedue gli incarichi per assumere, il giorno 22, il comando del 3° Groupe d'armées, forte della VIe Armée (generale Robert Touchon) e VIIIe Armée (generale Antoine Jeanny Garchery), schierato al riparo della Linea Maginot tra il settore fortificato di Colmar e il Massiccio del Giura, al confine con la Svizzera.
Il 10 maggio 1940, le truppe tedesche attaccarono in Belgio, Paesi Bassi e nel settore delle Ardenne, investendo in pieno il punto di giunzione tra la IXe Armée del generale André Corap e la IIe Armèe del generale Charles Huntziger. Dopo la rottura del fronte e la sostituzione del generale Maurice Gamelin con Maxime Weygand, il nuovo comandante supremo decise di spostare il GA3 per tentare di ricostituire la linea del fronte, denominata Linea Weygand, posizionandolo alla sinistra del 2° Groupe d'armées (GA2), lungo la Somme e l'Aisne. Il ridispiegamento del GA3 comportò il trasferimento, a partire dal 20 maggio, al GA2 dell'VIIIe Armée (generale Laure), dispiegata tra Sundhouse (nel sud del Basso Reno) fino a Mouthe (nel Doubs).
Il 17 giugno appresa la notizia prematura della firma dell'armistizio  di Compiègne, lanciò alle sue truppe che combattevano sul Cher e sulla Loira un proclama che diceva: "Non c'è armistizio, né tregua. La battaglia continua".
Il 1 luglio 1940 lasciò il comando del 3º Gruppo d'armate, ed aderito al Governo di Vichy fu dapprima Ispettore della 13ª e poi della 16ª Regione militare. Tra il 28 luglio e il 20 agosto 1940 fu direttore del servizio prigionieri di guerra, passando quindi nella riserva. Si spense a Parigi il 25 luglio 1969.

### Fonti
1. 1 2 3 4 5 6   Les généraux d'armée en 1939-1940 [collegamento interrotto], su atf40.forumculture.net., che cita il dossier del generale Besson al Service historique de la Défense, cote 14 YD 1441.
2. 1 2 3 4  Mitcham 2008, p. 287.
3. 1 2  Mitcham 2008, p. 291.
4. 1 2 3  Shepperd 2009, p. 35.
5. ↑  Shepperd 2009, p. 78.
6. 1 2  Bond 2001, p. 96.
7. ↑  Mary, Hohnadel, Sicard, Vauviller 2003, pp. 188-204.
8. ↑  Ordre n° 356 3/S, citato in Ragache 2010.